# Michel Vanhaecke
Michel Vanhaecke (Brugge, 24 september 1971) is een Belgisch oud-wielrenner. 

## Belangrijkste overwinningen
1991
- Antwerpse Havenpijl

1996
- Omloop van het Waasland

1997
- Le Samyn
- Brussel-Ingooigem

1999
- 84ste Kampioenschap van Vlaanderen - Koolskamp

2000
- Druivenkoers Overijse
- 3e etappe Ronde van de Somme
- GP Stad Zottegem
- Druivenkoers Overijse
- Flèche Hesbignonne-Cras Avernas

2001
- Nokere Koerse
- Antwerpse Havenpijl

2003
- 4e etappe Koers van de Olympische Solidariteit

## Resultaten in voornaamste wedstrijden
| Jaar | Ronde van Vlaanderen | Parijs-Roubaix | Gent-Wevelgem | Parijs-Brussel |
| ---- | -------------------- | -------------- | ------------- | -------------- |
| 1993 |                      |                | 15e           |                |
| 1995 |                      | 84e            | 66e           |                |
| 1996 | 100e                 |                |               |                |
| 1997 |                      |                | 112e          |                |
| 1998 |                      |                | 79e           | 16e            |
| 1999 | 27e                  |                |               |                |
| 2000 |                      |                | 6e            | 62e            |
| 2004 | 48e                  | 74e            |               | 43e            |